# Methanobrevibacter smithii
Methanobrevibacter smithii è l'archeobatterio predominante nell'intestino umano. Ha forma di coccobacillo e gioca un ruolo importante nella digestione dei polisaccaridi. Produce infatti metano partendo da idrogeno e anidride carbonica, consumando i prodotti finali della fermentazione batterica. Si ipotizza che tale attività permetta l'aumento di estrazione di energia dai nutrienti, spostando la fermentazione batterica verso prodotti finali con più alto grado di ossidazione.

## M. smithii e stitichezza
Studi osservazionali mostrano una forte associazione tra la presenza di metano nell'intestino e un rallentamento dei tempi di transito intestinale. Dati sperimentali suggeriscono che il metano eserciti un'attività inibitoria diretta sulla muscolatura involontaria di ileo e colon e un possibile ruolo di segnalatore gassoso. Le statine appaiono inibire la biosintesi della membrana cellulare degli Archaea e, nel caso di statine lattoniche come la lovastatina, sembrano inibire la metanogenesi anche attraverso altri meccanismi, aprendo la strada a potenziali interventi terapeutici su tale fattore eziologico specifico della stitichezza.